# Dreżewo (przystanek kolejowy)
Dreżewo – przystanek gryfickiej kolei wąskotorowej w Dreżewie, w województwie zachodniopomorskim, w Polsce.